# Semiothisa biflava
Semiothisa biflava är en fjärilsart som beskrevs av W. Warren 1901. Semiothisa biflava ingår i släktet Semiothisa och familjen mätare. Inga underarter finns listade i Catalogue of Life.